# حمزه اي (حومة بم)
حمزه اي (بالفارسية: حمزه‌ای) هي قرية تقع في إيران في منطقة مركزية ريفية. يقدر عدد سكانها بـ 238 نسمة بحسب إحصاء 2016.